# Băutură alcoolică
Băuturile alcoolice sunt băuturile care conțin etanol, cunoscut sub numele de alcool sau alcool etilic.
Etanolul din băuturile alcoolice este aproape întotdeauna produs prin fermentarea carbohidraților (diferiți izomeri ai zaharurilor naturale, de obicei) de către anumite specii de drojdii în absența oxigenului, prin reacția cunoscută ca fermentație anaerobă. 
Cantitatea de alcool dintr-o băutură alcoolică se specifică în procente de volum alcoolic, dar cum drojdiile nu pot fermenta băuturi cu mai mult de 14% alcool, unele băuturi alcoolice se obțin prin distilare.

## Băuturile alcoolice în România

### Legislație
Ordinul nr. 368/2008 pentru aprobarea Normelor privind definirea, descrierea, prezentarea și etichetarea băuturilor tradiționale românești cuprinde următoarele denumiri legale: țuică, horincă, turț, pălincă, vinars, rachiu de fructe, rachiu de tescovină și rachiu de drojdie de vin.

### Consum
În anul 2006, consumul de băuturi alcoolice din România era de 6,21 litri de alcool pe cap de locuitor, în timp ce media consumului de alcool în Uniunea Europeană era de 9,43 litri pe cap de locuitor.
Prin comparație, țările în care se consumă cel mai puțin sunt Tadjikistan (0,29 litri), Turkmenistan (0,73 litri) și Uzbekistan (0,96 litri), foarte apropiată acestora fiind, de asemenea, populația din Turcia (1,04 litri).
Foarte puțin băutori sunt și georgienii, albanezii și israelienii, cu un consum de sub doi litri de alcool pe cap de locuitor.
În anul 2007, în România erau importați 6,5 milioane de litri de băuturi spirtoase.
În anul 2012, piața de băuturi spirtoase din România era estimată la 165 milioane litri, cele mai mari volume înregistrate fiind de țuică și rachiu, de 111 milioane litri.
Segmentul nefiscalizat era estimat la circa 70% din piață.